# Período de oscilación

Representación de un movimiento senoidal en el que el período de oscilación va aumentando.

En física, el período de una oscilación u onda (T) es el tiempo transcurrido entre dos puntos equivalentes de la onda. El concepto aparece tanto en matemáticas como en física y otras áreas de conocimiento.

## Definición

Un péndulo simple ejecuta un movimiento periódico cuyo período de oscilación viene dado aproximadamente por cuando las oscilaciones no se alejan mucho de la vertical.

Es el mínimo lapso que separa dos instantes en los que el sistema se encuentra exactamente en el mismo estado: mismas posiciones, mismas velocidades, mismas amplitudes. Así el periodo de oscilación de una onda es el tiempo empleado por la misma en completar una longitud de onda. En términos breves es el tiempo que dura un ciclo de la onda en volver a comenzar. Por ejemplo, en una onda, el periodo es el tiempo transcurrido entre dos crestas o valles sucesivos. El periodo (T) es inverso a la frecuencia (f):

{\displaystyle T={\frac {1}{\mbox{frecuencia}}}={\frac {2\pi }{\omega }}}

Como el periodo siempre es inverso a la frecuencia, la longitud de onda también está relacionada con el periodo, mediante la fórmula de la velocidad de propagación. En este caso la velocidad de propagación será el cociente entre la longitud de onda y el período.
En física un movimiento periódico siempre es un movimiento acotado, es decir, está confinado a una región finita del espacio de la cual las partículas nunca salen. 
```
una partícula por la acción de una 
fuerza conservativa
 si 

  

    

      

        

          
U

          
(

          
x

          
)

        

      

    

    
{\displaystyle \scriptstyle U(x)}

  

 es el potencial asociado a la fuerza conservativa, para energías ligeramente superiores a un mínimo de energía 

  

    

      

        

          
E

          
>

          

            
E

            

              
0

            

          

        

      

    

    
{\displaystyle \scriptstyle E>E_{0}}

  

 la partícula realizará un movimiento oscilatorio alrededor de la posición de 
equilibrio
 dada por el mínimo local de energía. El período de oscilación depende de la energía y viene dado por la expresión:
[
1
]
```

{\displaystyle T_{E}={\sqrt {2m}}\int _{x_{1}(E)}^{x_{2}(E)}{\frac {dx}{\sqrt {E-U(x)}}}}

Para {\displaystyle \scriptstyle (E-E_{0})} suficientemente pequeño el movimiento puede representarse por un movimiento cuasi-armónico de la forma:

{\displaystyle {\begin{cases}x_{E}(t)=x_{0}+A_{E}\sin(\omega _{E}(t)t+\varphi _{0})=\\x_{E}(t)=x_{0}+A(t)\sin(\omega _{0}t+\varphi _{0})+B(t)\cos(\omega _{0}t+\varphi _{0})\end{cases}}}
{\displaystyle {\begin{cases}A(t)=A_{E}(1+t^{4}\alpha (t))\\B(t)=A_{E}(1+t^{2}\beta (t))\end{cases}}}

El término {\displaystyle \scriptstyle \omega _{E}(t)t+\varphi _{0}} es la fase, siendo {\displaystyle \scriptstyle \varphi _{0}} es la fase inicial, {\displaystyle \scriptstyle \omega _{E}(t)} es la frecuencia angular dándose la relación aproximada:

{\displaystyle \omega _{E}(0)=\omega _{0}\approx {\frac {2\pi }{T_{E}}},\qquad A_{E}=|x_{2}(E)-x_{1}(E)|}

Dependiendo el grado de aproximación de lo cercana que esté la energía al mínimo, para  energías poco por encima del mínimo el movimiento está muy cercano al movimiento armónico dado por:

{\displaystyle x_{E}(t)\approx x_{0}+A_{E}\sin(\omega _{0}t+\varphi _{0})=x_{0}+A_{E}\sin \left({\frac {2\pi t}{T_{E}}}+\varphi _{0}\right)}

## Definición matemática
Un período de una función real f es un número tal que para todo t se cumple que:

{\displaystyle f(t+T)=f(t),\qquad \forall t:[t,t+T]\subset {\mathcal {D}}_{f}}

Nótese que en general existe una infinidad de valores T que satisfacen la condición anterior, de hecho el conjunto de los períodos de una función forma un subgrupo aditivo de {\displaystyle \mathbb {R} }. Por ejemplo {\displaystyle f(t)=sen\ t} tiene como conjunto de períodos a {\displaystyle 2\pi \mathbb {Z} }, los múltiplos de 2yuya.
- Si el subgrupo es discreto, se llama el período de f a su menor elemento positivo no nulo. En el ejemplo anterior, el período de la función seno es 2π. Otras funciones periódicas, es decir que admiten un período, son el coseno, la tangente y la función x - E(x), donde E(x) es la parte entera de x.
- Si el subgrupo es continuo, no se puede definir el período. Por ejemplo, la función constante g(t) = k admite todo real como período, pero ninguno recibe el nombre de el período de g. Un ejemplo más esotérico: La función característica {\displaystyle \chi _{\mathbf {Q} }} de {\displaystyle \mathbf {Q} }, el conjunto de los racionales es como sigue: Si x es racional, entonces {\displaystyle \chi _{\mathbf {Q} }(x)=1}, y si x no es racional {\displaystyle \chi _{\mathbf {Q} }(x)=0}. El grupo de períodos de {\displaystyle \chi _{\mathbf {Q} }} es {\displaystyle \mathbf {Q} } que no tiene menor elemento positivo no nulo; por lo tanto tampoco existe el período de esta función.

Una suma de funciones periódicas no es forzosamente periódica, como se ve en la figura siguiente con la función cos t + cos(√2·t):
Para serlo hace falta que el cociente de los períodos sea racional, cuando esa última condición no se cumple la función resultante se dice cuasiperiódica.